# Alepidea duplidens
Alepidea duplidens är en flockblommig växtart som beskrevs av August Henning Weimarck. Alepidea duplidens ingår i släktet Alepidea och familjen flockblommiga växter. Inga underarter finns listade i Catalogue of Life.